# CoRoT
對流旋轉和行星橫越任務（COnvection ROtation and planetary Transits, CoRoT）是法國國家太空研究中心與歐洲太空總署所主導的研究計畫，主要目標是研究系外行星與類地行星及星震學研究。對流旋轉和行星橫越任務衛星於2006年12月由聯盟2號運載火箭發射升空。

## 外部連結
- . Universe Sciences: Astronomy. CNES. 2008-07-29  [2008-08-02]. （原始内容存档于2008-11-08）.
- . extrasolar-planets.com. (unknown). 2008-02-14  [2008-08-02]. （原始内容存档于2016-10-26）.